# 山手貨物線作業員触車死亡事故
山手貨物線作業員触車死亡事故（やまのてかもつせんさぎょういんしょくしゃしぼうじこ）は、1999年（平成11年）2月21日に山手貨物線 下り線の大崎 - 恵比寿間で発生した鉄道人身障害事故である。
路線の略称から山貨事故（やまかじこ）と称することもある。

## 事故の概況
1999年2月21日0時14分頃、JR東日本から信号保安装置修繕工事を請負った会社の保線作業員9名が、工事の準備を行うため目黒駅近くから線路内に立ち入りトロッコで資材運搬を行っていたところに、品川発小淵沢行きの臨時回送9531列車（EF64 36+お座敷客車「江戸」：計7両編成）が後方から接近してきてはねられ、作業員5人が死亡した。
この事故で、15本の列車運休となったほか埼京線が新宿駅で折り返し運転を行うなどの影響が出た。

## 原因
- 請負会社の工事指揮者（現場監督）は現場に到着するのが遅れて慌てており、最終列車が通過した以降は列車は運転されないと思い込んで、工事前に大崎駅の信号扱所に当日の列車運転状況を確認せずに、JR信号通信指令室へ工事開始連絡をした。
- 工事指揮者は工事前安全打合せ（工事内容・接近列車ダイヤの説明等）をせずに作業員に線路内への立ち入りを指示した。
- 工事指揮者は列車見張員に臨時列車の記載された当日の列車ダイヤを渡さず、なおかつ見張り位置を指示しなかった（列車見張員が所持していたダイヤは3日前の物であった）。
- 警備保障会社の列車見張員は経験が浅く、列車の接近方向とは反対側を向いていた（列車見張員は鉄道経験が3ヶ月で2回目の実務作業であった）。
- JR東日本は、この工事の請負契約における施主（注文者）かつ設計者であるとともに、該当区間の運行事業者でもあったが、いずれの立場においても自社の社員を立ち合わせていなかったため[2]、結果として工事指揮者や列車見張員の上記ミスに気付いて止めることが出来なかった（安全管理を請負会社任せにしているとマスメディアから非難を浴びた[3]）。

## 事故後

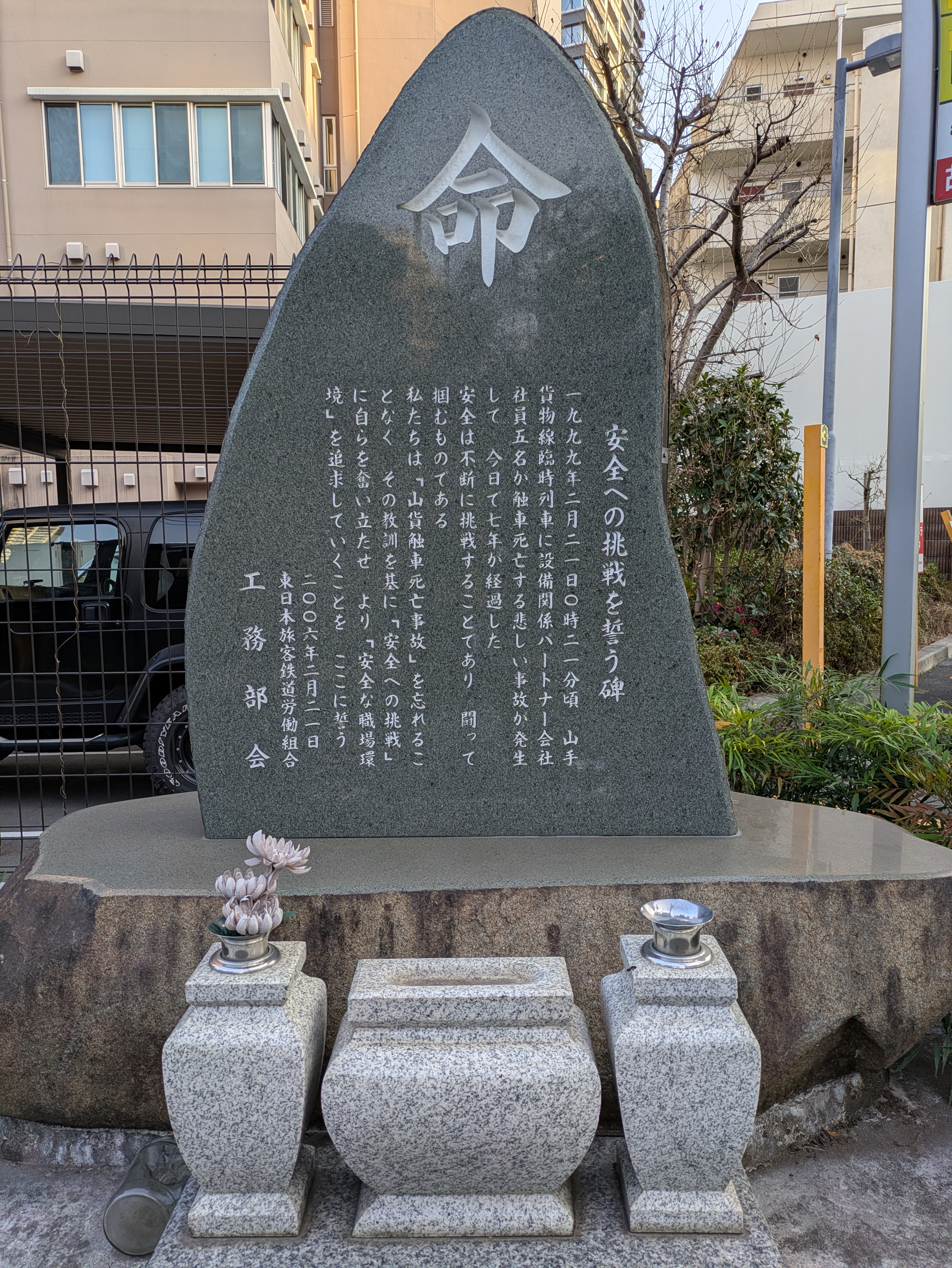
事故現場近くにJR東労組が建立した慰霊碑

### 対策
この事故の後、JR東日本は保線作業のルールを厳格化し、列車の運転の合間を縫って作業を行なう「間合い作業」は原則禁止、作業中は列車を現場に入れない「線路閉鎖」を実施することとした。

### 裁判
警視庁は工事請負会社の工事指揮者と警備保障会社の列車見張員を業務上過失致死の疑いで逮捕した。その後の裁判で工事指揮者は禁錮2年6ヶ月の実刑（執行猶予なし）判決を言い渡された。